# Turnês de Xuxa
Em turnês pelo Brasil e em países latino-americanos, Xuxa bateu recordes de público em shows pagos em cidades e estados como Espírito Santo (estado) com mais de 60 mil pessoas (Estádio Engenheiro Araripe - 1988),  Fortaleza com mais de 50 mil pessoas (Arena Castelão - 1996), 80 e 70 mil pessoas em Buenos Aires na Argentina (Estádio Velez Sarsfield - 1991-1992), 40 mil pessoas no Paraguai (Estádio Defensores del Chaco - 1990), 25 mil pessoas no Chile (Estádio Nacional de Chile - 1990) e mais 70 mil pessoas na Colômbia (Estádio Olímpico Pascual Guerrero).
No dia 29 de novembro de 1986, Xuxa reuniu mais de 200 mil pessoas no Maracanã para a chegada do Papai Noel.
No dia 13 de dezembro de 1987, Xuxa levou 40 mil ao Pacaembu- em São Paulo- mesmo com chuva, para a Chegada do Papai Noel.
No dia 07 de julho de 1988, Xuxa levou 90 mil pessoas ao I Festival da Criança, no Riocentro.
Em Salvador, na Bahia, Xuxa reuniu mais de 120 mil pessoas na Fonte Nova no ano de 1989.
Também em 1989, Em Fortaleza, ela reuniu 100 mil pessoas na Arena Castelão.
Ainda em 1989, no final do ano, Xuxa reuniu 200 mil pessoas no Maracanã para a chegada do Papai Noel.
Em 1990, 1991, 1996, Xuxa lotou o estádio Beira-Rio, feito que se repetiu em 1997, com um público de mais de 60 mil pessoas em todos os shows, para a Chegada do Papai Noel.
Em 28 de setembro de 1997, Xuxa foi a principal atração no Parque do Carmo, em São Paulo, eram esperadas 150 mil pessoas, reunindo 250 mil pessoas, batendo recorde de público dos Trapalhões e dos Mamonas Assassinas (180 mil pessoas). A apresentação da Xuxa bateu até mesmo o show de Michael Jackson- realizado em 1993- em número de atendimentos médicos, a Polícia Militar foi chamada quando a apresentadora subiu ao palco, além de ter que dobrar o policiamento.
Em 1998, Xuxa reuniu 100 mil pessoas na Praia do Gonzaga, em Santos, fazendo parte da turnê Boas Notícias. Grávida de Sasha, ela cantou sucessos como “Libera Geral”, “Xuxa Lêlê”, “Planeta Xuxa”, “Amarelinha”, “Xuxaxé”, entre outras. Para acompanhar o show da grade, a fã Luciana Amorim dormiu na praia, mesmo estando grávida de 4 meses.
Em 9 de dezembro de 2000, Xuxa e Padre Marcelo Rossi levaram 100 mil pessoas no Maracanã para a chegada do Papai Noel.
Em 2005, Xuxa recebeu Papai Noel com cerca de 50 mil pessoas no Maracanã. 
Em 2007, Xuxa participou do espetáculo Live Earth, com objetivo de chamar a atenção da população mundial para o aquecimento global, com um público de 400 mil pessoas nas areias de Copacabana.
Em 2008, Xuxa se apresenta para 75 mil pessoas para a Chegada do Papai Noel no Maracanã, cantando sucessos com o Mega Mix Ilariê/ Pinel Por Você/ Xuxaxé, XSPB No Ar e Amém.
Em 2009, Xuxa arrastou uma multidão de 1,3 milhões de pessoas para comemoração do aniversário de Brasília, com a turnê Xuxa Festa.

## Turnês
| Título                    | Notas |
| ------------------------- | --- |
| Xou da Xuxa 86            | Primeira turnê de Xuxa com base principal o álbum Xou da Xuxa. |
| Xou da Xuxa 87            | Segunda turnê de Xuxa com base principal o álbum Xegundo Xou da Xuxa.                                                                                                 |
| Xou da Xuxa 88            | Terceira turnê de Xuxa com base principal o álbum Xou da Xuxa 3. |
| Xou da Xuxa 89            | Quarta turnê de Xuxa com base o álbum 4º Xou da Xuxa. |
| Xou da Xuxa 90            | Quinta turnê de Xuxa com base o álbum Xuxa 5. |
| Xuxa 91                   | Sexta turnê de Xuxa com base o álbum Xou da Xuxa Seis. |
| Xuxa 92                   | Sétima turnê de Xuxa com base o álbum Xou da Xuxa Sete. |
| Sexto Sentido             | Oitava turnê de Xuxa com base o álbum Sexto Sentido |
| Tô de Bem Com a Vida      | Nona turnê de Xuxa com base o álbum Tô de Bem com a Vida. |
| CarnaXuxa                 | Décima turnê de Xuxa com base a música CarnaXuxa. |
| Arraiá da Xuxa            | Décima Primeira turnê de Xuxa com base o álbum Arraiá da Xuxa. |
| Boas Notícias             | Décima Segunda turnê de Xuxa com base o álbum Boas Notícias. |
| Só para Baixinhos: O Show | Décima Terceira turnê de Xuxa com base os álbuns Xuxa só Para Baixinhos, Xuxa só para Baixinhos 2, Xuxa só Para Baixinhos 3 e Xuxa só Para Baixinhos 4.               |
| Xuxa Circo                | Décima Quarta turnê de Xuxa com base o álbum Xuxa Circo. |
| Xuxa Festa                | Décima Quinta turnê de Xuxa com base o álbum Xuxa Festa. |
| Natal Mágico Tour         | Décima Sexta turnê de Xuxa com base o álbum Natal Mágico. |
| XuChá - O Chá da Xuxa     | Décima Sétima turnê de Xuxa com base nos álbum da Coleção Xou da Xuxa, Sexto Sentido, Luz no Meu Caminho, Boas Notícias, Tô de Bem com a Vida ,Só Faltava Você e 2000 |
| O Último Voo da Nave      | Décima Oitava turnê de Xuxa |